# 無盡礦工
《無盡礦工》是由Zachtronics開發之沙盒類遊戲。該作為多人遊戲，玩家可在開放世界中破壞方塊來獲得礦物，以像素的畫風呈現。遊戲與2009年4月營運，但由於原始碼洩漏，不到一個月就結束營運。遊戲是《Minecraft》的靈感來源之一。

## 玩法
《無盡礦工》是一款多人競技遊戲，在極大的場景（雖然大，但是皆為固定的地圖）中，遊戲中的角色拿著工具破壞被選中的方塊，並且根據方塊的品質來給予不同分數。不過在玩家的需求之下，遊戲中逐漸加入新興的模式及功能。例如在後續更新中添加了不同角色，擁有不同的功能，在團隊中擔任不同的地位。同時根據玩家需求，還新增了建造的功能。飽受了玩家的好評。

## 營運
《無盡礦工》於2009年4月29日營運。開始營運不到一個月後，因為沒有做代碼混淆處理，導致原始碼透過反編譯程式洩漏，使駭客製造出外掛，遊戲翻版等。使Zachtronics停止遊戲的開發。目前可透過麻省理工學院授權條款獲得該遊戲之源代碼。

## 影響
《Minecraft》的開發人馬庫斯·佩爾松從《無盡礦工》等遊戲中汲取了靈感。《Minecraft》沿用了第一人稱視角及像素的畫風，主要以多樣的地圖完成冒險、生存及創造；這較《無盡礦工》的多人競爭不同。